# Esfolamento

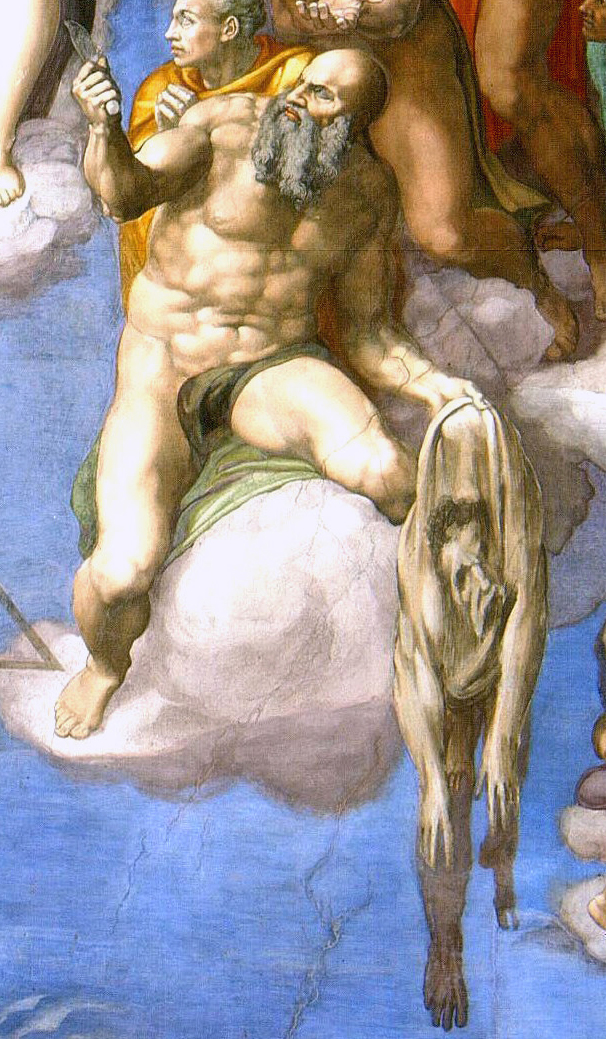
Michelangelo, "Juízo Final" - São Bartolomeu segurando a faca de seu martírio e sua pele esfolada, conjectura-se que Michelangelo incluiu um autorretrato que descreve si próprio como São Bartolomeu depois de ter sido esfolado vivo. Um estudioso tem a teoria de que este é um reflexo dos sentimentos de desprezo que Michelangelo tinha para ser contratado para pintar "O Juízo Final".

Esfolamento, por vezes referido como esfola, é a remoção da pele do corpo de um ser vivo. Como um animal é esfolado, em preparação para o consumo humano, ou para obtenção do couro ou da pele, o que é mais comumente chamado de esfola, trata-se de um método similar aplicado em seres humanos. A prática nos seres humanos era usada tanto como um método de tortura quanto de execução, dependendo de quanto da pele é removida. O esfolamento é uma prática antiga, utilizada pelos assírios e Dinastia Ming.

## A morte por esfolamento
Segundo o dermatologista Ernst J. Sung, as principais causas de morte por esfolamento são o choque circulatório, perda crítica de sangue e outros fluidos corporais, hipotermia ou infecção, e, o tempo estimado para que a vitima venha a falecer pode variar entre algumas horas até alguns dias após o esfolamento   